# 第四エズラ書
『第四エズラ書』（だいよんエズラしょ）は、ユダヤ教・キリスト教において外典として扱われる書物のうちのひとつであり、第二エスドラス書、またはエズラ書（ラテン語）とも呼ばれる。

## 構成等
全16章で、3部構成の形をとっており、第3章から第14章までの「エズラの黙示」と呼ばれる第2部が最も古い部分であり、この部分は紀元1世紀末頃、第二神殿破壊以後に成立したと考えられ、第1章から第2章及び第15章から第16章はあとからキリスト教徒によって加筆されたものとされており、この部分を「第5エズラ書」および「第6エズラ書」と呼ぶ場合が存在する。現代までに現存している古い写本としてはウルガタによるラテン語、またはゲエズ語によるもの( Izra Sutuel、第2部のみ )が知られる。

## 内容
旧約聖書にも登場するユダヤ教の祭司エズラが、「なぜ神はイスラエルを助けようとしてくださらないのか」「罪を犯さない人などいない。なぜ神は人間やこの世界をそのようにお造りになったのか」「なぜ一部の義人しか救われないのか。ごく一部の義人にしか希望がない( 天国へ入れない )というのなら、最初から私は生まれなければ良かった」などの、根源的な問いを真摯に神に問いかけて議論を求め、それに対して天使や神が答え、また七つの幻をエズラに見せるというのが主な内容となっている。